# Општина Песак (Тимиш)
Песак (рум. Pesac) општина је у Румунији у округу Тимиш.
Oпштина се налази на надморској висини од 92 m.

## Становништво

### Хронологија
| Година       | 2008 | 2009 | 2010 | 2011 | 2012 | 2013 | 2014 | 2015 | 2016 | 2017 |
| ------------ | ---- | ---- | ---- | ---- | ---- | ---- | ---- | ---- | ---- | ---- |
| Становништво | 2084 | 2128 | 2144 | 2167 | 2249 | 2254 | 2275 | 2290 | 2309 | 2337 |